# Eirodziesma 2010
L'undicesima edizione di Eirodziesma si è svolta il 27 febbraio 2010 presso il Jūras Vārti Theatre di Ventspils e ha selezionato il rappresentante lettone all'Eurovision Song Contest 2010 a Oslo.
La vincitrice è stata Aisha con What For?.

## Organizzazione
Nell'ottobre 2009, l'emittente pubblica lettone LTV ha annunciato il ritiro del paese dall'Eurovision Song Contest 2010 per mancanza di fondi. Tuttavia, il successivo 15 dicembre, il paese è stato confermato nella lista dei partecipanti grazie al Consiglio comunale della città di Ventspils, che ha coperto parte delle spese di partecipazione, annunciando inoltre l'11ª edizione di Eirodziesma per selezionare il rappresentante nazionale. Dal 23 dicembre 2009 al 15 gennaio 2010 l'emittente ha dato la possibilità agli aspiranti partecipanti di inviare i propri brani, con la condizione che gli artisti partecipanti e, per la prima volta, anche i compositori fossero esclusivamente cittadini lettoni.
Per la prima volta dal 2004, l'Eirodziesma si è svolto in un'unica serata, che è stata suddivisa in due parti: nella prima parte, il voto combinato di una giuria di cinque esperti e del televoto hanno determinato i tre artisti qualificati alla superfinale, ove un secondo giro di votazione di giuria e televoto ha scelto il vincitore.

### Giuria
La giuria è stata composta da:
- Uldis Marhilēvičs, compositore;
- Daiga Mazvērsīte, musicologo;
- Niks Matvejevs, cantante;
- Atis Volfs, disc jockey per Pieci.lv;
- Intars Busulis, rappresentante della Lettonia all'Eurovision Song Contest 2009.

## Partecipanti
L'emittente LTV, con l'ausilio di una giuria tecnica, ha selezionato i 10 partecipanti fra le 79 proposte ricevute, e sono stati annunciati il 22 gennaio 2010.
Tra i concorrenti di questa edizione figura Lauris Reiniks, che ha precedentemente rappresentato il paese all'Eurovision Song Contest 2003 come parte dei F.L.Y..
| Artista                | Titolo                                     | Lingua      | Compositori                                       |
| ---------------------- | ------------------------------------------ | ----------- | ------------------------------------------------- |
| Aisha                  | What For?                                  | Inglese     | Jānis Lūsēns, Guntars Račs                        |
| Dons                   | My Religion Is Freedom                     | Inglese     | Zigmars Liepiņš, Jānis Liepiņš, Nikita Kellermans |
| H2O                    | When I Close My Eyes                       | Inglese     | Staņislavs Judins, Jānis Strapcāns                |
| Ivo Grīsniņš-Grīslis   | Because I Love You                         | Inglese     | Ingars Viļums                                     |
| Konike                 | Digi digi dong                             | Immaginaria | Edijs Šnipke, Andris Konters                      |
| Kristīna Zaharova      | Snow in July                               | Inglese     | Jānis Strazds, Guntars Račs                       |
| Kristīne Kārkla-Puriņa | Rišti rašti                                | Livone      | Raimonds Tiguls, Valts Ernštreits                 |
| Lauris Reiniks         | Your Morning Lullaby                       | Inglese     | Lauris Reiniks                                    |
| PeR                    | Like a Mouse                               | Inglese     | Mārtiņš Freimanis                                 |
| Triānas Parks          | Lullaby for My Dreammate (Diamond Lullaby) | Inglese     | Agnese Rakovska                                   |

## Finale
La finale si è tenuta il 27 febbraio 2010 presso il Jūras Vārti Theatre di Ventspils, ed è stata presentato da Uģis Joksts e Kristīne Virsnīte. L'ordine d'uscita è stato reso noto il 3 febbraio 2010, durante il programma SeMS in onda sul canale LTV7.
La serata è stata aperta dalle Lady's Sweets, mentre durante l'intervallo si sono esibiti Roberts Pētersons, Kārlis "Kaža" Būmeisters, rappresentante della Lettonia all'Eurovision Song Contest 2005 ed, infine, Michael von der Heide, rappresentante della Svizzera all'Eurovision Song Contest 2010.
In seguito alla somma delle votazioni Aisha, Dons e Ivo Grīsniņš-Grīslis hanno avuto accesso alla superfinale, dove la somma dei punti del voto della giuria e del televoto ha portato un pareggio tra Aisha e Dons; tuttavia, in accordo con il regolamento del concorso, la prima è stata proclamata vincitrice avendo ottenuto il maggior numero di punti da parte del televoto.
| #  | Artista                | Titolo                                     | Punteggio | Punteggio | Punteggio | Posizione |
| #  | Artista                | Titolo                                     | Giuria    | Televoto  | Totale    | Posizione |
| -- | ---------------------- | ------------------------------------------ | --------- | --------- | --------- | --------- |
| 1  | PeR                    | Like a Mouse                               | 1         | 1         | 2         | 10        |
| 2  | Triānas Parks          | Lullaby for My Dreammate (Diamond Lullaby) | 8         | 3         | 11        | 6         |
| 3  | Aisha                  | What For?                                  | 9         | 10        | 19        | 1         |
| 4  | Lauris Reiniks         | Your Morning Lullaby                       | 4         | 7         | 11        | 4         |
| 5  | Dons                   | My Religion Is Freedom                     | 10        | 9         | 19        | 2         |
| 6  | Konike                 | Digi digi dong                             | 5         | 6         | 11        | 5         |
| 7  | H2O                    | When I Close My Eyes                       | 3         | 2         | 5         | 9         |
| 8  | Kristīne Kārkla-Puriņa | Rišti rašti                                | 6         | 4         | 10        | 8         |
| 9  | Ivo Grīsniņš-Grīslis   | Because I Love You                         | 7         | 5         | 12        | 3         |
| 10 | Kristīna Zaharova      | Snow in July                               | 2         | 8         | 10        | 7         |

### Superfinale
| # | Artista              | Titolo                 | Punteggio | Punteggio | Punteggio | Posizione |
| # | Artista              | Titolo                 | Giuria    | Televoto  | Totale    | Posizione |
| - | -------------------- | ---------------------- | --------- | --------- | --------- | --------- |
| 1 | Aisha                | What For?              | 2         | 3         | 5         | 1         |
| 2 | Dons                 | My Religion Is Freedom | 3         | 2         | 5         | 2         |
| 3 | Ivo Grīsniņš-Grīslis | Because I Love You     | 1         | 1         | 2         | 3         |

## All'Eurovision Song Contest

### Voto

#### Punti assegnati alla Lettonia
| 12          | 10 | 8 | 7 | 6         |
| ----------- | -- | - | - | --------- |
|             |    |   |   | - Estonia |
| 5           | 4  | 3 | 2 | 1         |
| - Finlandia |    |   |   |           |

#### Punti assegnati dalla Lettonia
| Punti | Paese       |
| ----- | ----------- |
| 12    | Estonia     |
| 10    | Russia      |
| 8     | Belgio      |
| 7     | Portogallo  |
| 6     | Finlandia   |
| 5     | Bielorussia |
| 4     | Polonia     |
| 3     | Serbia      |
| 2     | Islanda     |
| 1     | Malta       |

| Punti | Paese       |
| ----- | ----------- |
| 12    | Germania    |
| 10    | Danimarca   |
| 8     | Russia      |
| 7     | Ucraina     |
| 6     | Portogallo  |
| 5     | Spagna      |
| 4     | Belgio      |
| 3     | Romania     |
| 2     | Azerbaigian |
| 1     | Armenia     |